# Luperosaurus joloensis
Espèce
Statut de conservation UICN

 EN B1ab(iii)+2ab(iii) : En danger
Luperosaurus joloensis est une espèce de geckos de la famille des Gekkonidae.

## Répartition
Cette espèce est endémique des Philippines . Elle se rencontre dans l'archipel de Sulu et à Mindanao.

## Étymologie
Son nom d'espèce, composé de jolo et du suffixe latin -ensis, « qui vit dans, qui habite », lui a été donné en référence au lieu de sa découverte : l'île de Jolo.

## Publication originale
- Taylor, 1918 : Reptiles of the Sulu Archipelago. Philippine journal of science, vol. 13, p. 233-267 (texte intégral).